# Црква Св. Тројице у Бистрици
Црква Свете Тројице у Бистрици налази се на територији општине Нова Варош, у Бистрици, у приватној својини чији је власник Српска православна црква. Налази се на један километар од магистралног пута Пријепоље-Нова Варош.
Црква је највероватније саграђена у другој половини 16. века.

## Историјат
Црква Свете Тројице у Бистрици је саграђена највероватније након обнове Пећке патријаршије, у другој половини 16. века. Подигнута је за време Немањића.
Црква је обновљена 1833. године, а њена историја за сада је непозната и непроучена.

## Изглед цркве
Црква по типу архитектуре припада групацији цркава са прислоњеним бочним луковима.
Као посебна просторна јединица је решена припрата.
Једнобродни наос је пиластрима подељен на три травеја. Олтарска апсида је полукружна са спољне и унутрашње стране. 
Храм је засведен полуобличастим сводом и слепом калотом ослоњеном на тромпе, скривеним под стрми кров.
Црква Свете Тројице је без сликаног зидног украса.
Потпуно је сачуван првобитни ентеријер са мобилијаром (полијелеј, архијерејски престо, дрвена певница, проскинтар), вредним иконама и рукописним и старим штампаним књигама.
Црква је покривена двосливним кровом од шиндре.

## Црква данас
Црква је вредан примерак сакралне архитектуре и као таква је утврђена за споменик културе 1997. године.